# Деја
Деја је женско име за које постоје два тумачења у односу на поднебље где се појављује. У Словенији је ово варијанта имена Деа и повезује се са латинском речи која означава богињу. Име би могло бити краћи облик имена Доротеја, Теја и Теодора или Андреа. У Француској се ово име чита Дежа и значи „раније“ или „већ“, а у вези је са фразом déjà vu (већ виђено). Ово име може бити и скраћена варијанта грчког имена Дејанира, које се помиње у митологији.

## Популарност
У САД је ово име од 1900. до 2007. увек било међу првих 1.000 имена по популарности. У Словенији је 2007. било на 496. месту.